# Vrbové
Vrbové er en by i det vestlige Slovakiet. Byen ligger i regionen Trnava.  Den ligger kun 90 kilometer fra den slovakiske hovedstad Bratislava. Byen har et areal på 13,97 km² og en befolkning på 5.739(2021) indbyggere.

## Eksterne links
- Officiel hjemmeside

- Wikimedia Commons har flere filer relateret til Vrbové